# Jhasmani Campos
Jhasmani Campos Dávalos (Santa Cruz de la Sierra, 10 maggio 1988) è un calciatore boliviano, centrocampista svincolato.

## Carriera

### Club
Centrocampista centrale, entra giovanissimo a far parte dell'Academia Tahuichi. In occasione di un torneo giovanile in Uruguay, nel 2005, attira l'attenzione di un osservatore del Grêmio, che lo conduce con sé a Porto Alegre con l'intenzione di farlo aggregare alla squadra primavera. Dopo 6 mesi di negoziazioni, i brasiliani non raggiungono l'accordo economico con la Tahuichi e il ragazzo torna in Bolivia.
Nello stesso anno, il 2006, Campos firma per l'Oriente Petrolero, club della LFPB boliviana e della sua città natale. In breve tempo, diventa un giocatore chiave della squadra.
Nel luglio del 2011 si trasferisce al Bolívar.

### Nazionale
Nel 2007 viene convocato dalla rappresentativa Under-20 in occasione del Campionato sudamericano Under-20 svoltosi in Paraguay.
Il 28 marzo 2007, a 19 anni, ottiene la sua prima convocazione in Nazionale maggiore in occasione della partita amichevole contro il Sudafrica. Nello stesso anno fa parte del gruppo dei convocati per la Copa América 2007, nella quale mette a segno una rete (al Perù).
Viene convocato per la Copa América Centenario negli Stati Uniti.